# Geranomyia valida
Geranomyia valida är en tvåvingeart som först beskrevs av Friedrich Hermann Loew 1851.  Geranomyia valida ingår i släktet Geranomyia och familjen småharkrankar. Inga underarter finns listade i Catalogue of Life.